# Comís
Un comís era una expropiació de béns materials o de drets jurídics que s'aplicava sobre una persona, en benefici o d'algú a qui havia fet mal, o d'algú a qui degués un deute, o en benefici del fisc general. Els motius per decomissar quelcom a algú podien ser variats:
- per perpetrar un delicte penal,
- per l'obtenció de béns o capitals de manera il·legal,
- per plantar o construir de mala fe en terrenys aliens,
- per fer contraban amb aquells béns
- per signar un contracte amb causa il·lícita sobre aquells béns
- i per tots aquells casos que estipulats amb el pacte de la llei comissòria.

Durant les edats medieval i moderna segons la legislació feudal un terreny sota un contracte d'emfiteusi podia ser decomissat pels següents motius:
- si en una escriptura de compravenda s'hi havia fet constar un preu fals, diferent al que els propietaris realment havien pagat en el seu moment,
- si l'emfiteuta es negava a reconèixer la propietat directa superior,
- si el censatari ometia el pagament de cànon censal durant tres anys,
- si l'emfiteuta deixava de podar la vinya (en aquests casos) durant tres anys,
- si es produïa un dany o un deteriorament del funde amb mala intenció.

Però el comís de béns o drets també es produïa entre nobles pel trencament de llurs relacions jurídiques estrictament feudals, sobretot en els casos en què un vassall es negava a retre al seu senyor la deguda potestat sobre un castell o un feu, però també per causa d'infidelitats, fadigament o bausia. En aquests casos feudals també s'anomena amissió.